# 俄罗斯驻大韩帝国公使馆

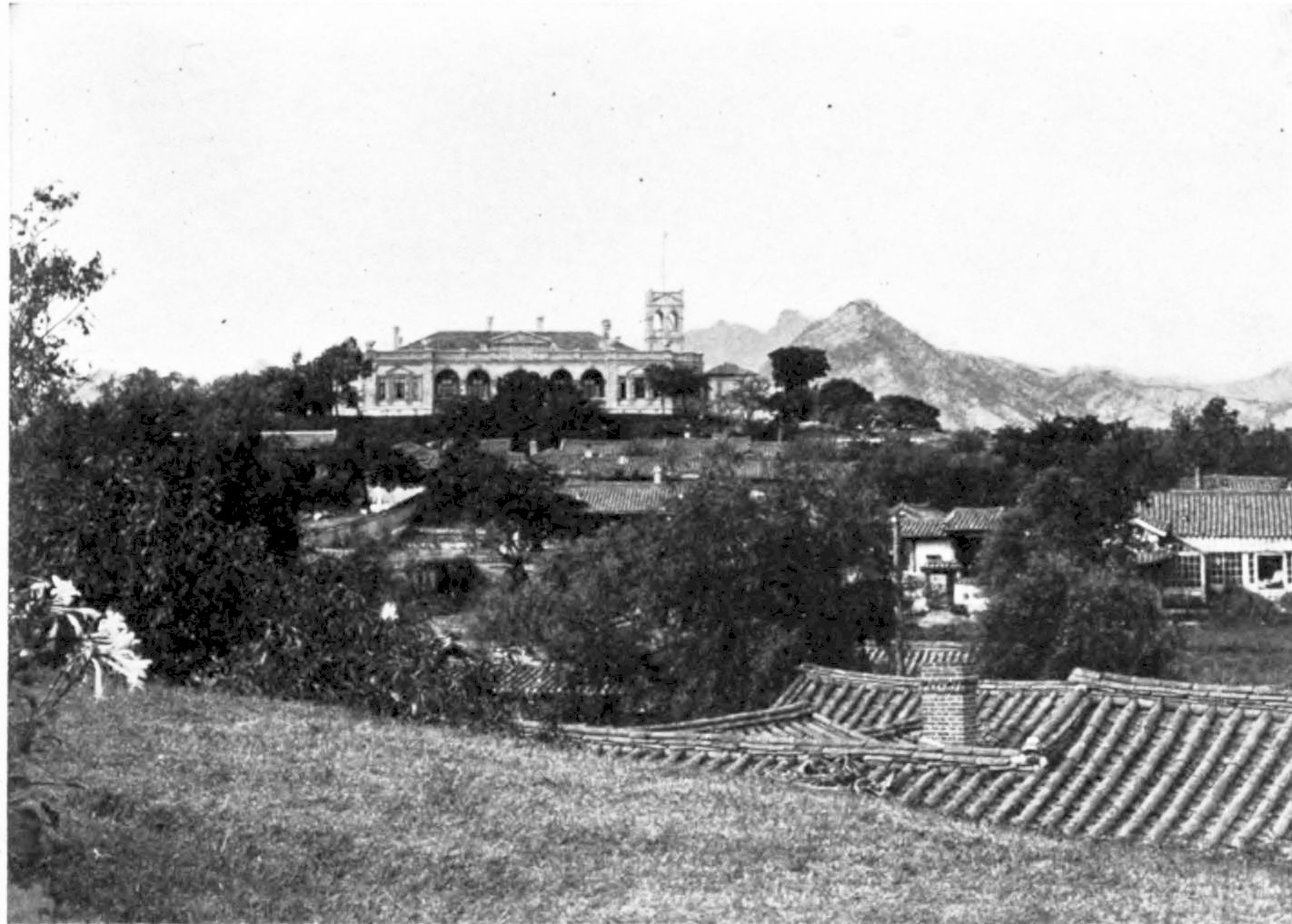
1900年的俄罗斯公使馆

旧俄罗斯公使馆（韩语：／ Gu Reosia Gongsagwan），又名洋馆（韩语：／ Yanggwan），是俄罗斯帝国和苏联先後於朝鲜半岛设立的外交代表機構，始建于1885年，1890年建成，1950年毁于朝鲜战争。1969年起，韩国政府将公使馆作为历史建筑纳入保护，并进行了重建。

## 历史
1885年，俄罗斯帝国与朝鮮國建交，沙俄遂於汉城（今首爾）興建其公使馆；朝鮮高宗27年（1890年），俄罗斯驻朝鲜公使馆正式落成开馆。1896年发生俄館播遷事件，高宗逃难到这里避难，并下诏解散亲日内阁、组建亲俄内阁。1897年，高宗回到德壽宮称帝，改国号为大韓帝國，公使馆也改称俄罗斯驻韩国公使馆。嗣後大韓帝國与日本帝國签订《乙巳條約》後隨即日韓合併，公使馆关闭。
1925年，苏联与日本建交後，将原先的沙俄公使館改作领事馆继续使用，為蘇聯駐京城領事館。1945年日本投降后，苏联军事占领朝鲜半岛北部，随后承认半岛北部建立的朝鲜民主主义人民共和国政权，公使館再次閉館撤離。1950年朝鲜战争爆发，公使馆建筑在战争中被摧毁。1969年，首爾市政府将公使馆建筑以“洋馆”的名义列入该市第3号有形文化财，并在1973年出资重修了公使馆建筑。1977年，以“旧俄罗斯公使馆”的名义被列入第253号韓國史蹟。
1990年苏联与大韩民国建交后，選擇於龍山區的漢南洞建立新的使館，而不再使用原先的公使館建築。

## 建筑
旧俄罗斯公使馆是一座两层楼的砖砌建筑。1894年伊莎贝拉·博德访问朝鲜后，在《朝鲜及其邻国》一书中将英國駐朝鮮領事館描述为“山坡上一座引人注目的红砖建筑”，而“另一座高山被俄罗斯公使馆占据，高耸的塔楼和华丽的正门是这个城市最不寻常的建筑”。朝鲜战争期间，公使馆遭到严重破坏，只剩下东北侧的塔楼和地下两层。1973年对建筑进行修复，修建了凯旋门风格的正门，总面积达1,022平方米。建筑内亦有朝鲜高宗曾经居住的房间，建筑物及其室内装饰具有文艺复兴建筑的风格。相传，塔楼下的地下通道曾一路连接到德寿宫。